# Братья Крид
Братья Крид (англ. Creed Brothers) — американская команда в рестлинге, состоящая из братьев Брутуса Крида (англ. Brutus Creed, настоящее имя — Дрю Каспер (англ. Drew Kasper); род. 13 мая 1996 года) и Джулиуса Крида (англ. Julius Creed, Джейкоб Каспер (англ. Jacob Kasper); род. 3 октября 1994 года). В настоящее время они работают в рестлинг-промоушене WWE, где выступают на бренде NXT в составе группировки «Алмазная шахта».

## Карьера в борьбе
Братья Касперы родились в Лексингтоне, Огайо. Они учились в средней школе Лексингтона, где оба участвовали в соревнованиях по борьбе.
Джейкоб Каспер учился в Университете Дьюка в Дареме, Северная Каролина, где изучал социологию и окончил его в 2018 году. Во время учёбы в Университете Дьюка он участвовал в соревнованиях по борьбе за команду «Дьюк Блю Дэвилс». Он был двукратным All-American Национальной ассоциации студенческого спорта (NCAA) и трехкратным академическим All-American NCAA, а в 2018 году выиграл чемпионат конференции Атлантического побережья в тяжёлом весе. Он установил рекорд «Блю Дэвилс» по количеству побед в одном сезоне и занял второе место по общему количеству побед за карьеру. Он участвовал в олимпийских испытаниях 2016 года в категориях греко-римской и вольной борьбы, заняв пятое место. В 2017 году он тренировался с бойцом смешанных единоборств Даниэлем Кормье, чтобы помочь Кормье подготовиться к поединку с Джоном Джонсом на UFC 214. В 2018 году он начал работать в университете Дьюка в качестве помощника тренера по борьбе.
Дрю Каспер учился в Университете Оттербейн в Вестервилле, Огайо, где специализировался в области физической культуры и окончил его в 2020 году. Во время учёбы в университете Оттербейн он выступал в соревнованиях по борьбе за команду «Оттербейн Кардиналс» с общим рекордом 108-13. Он был двукратным All-American третьего дивизиона NCAA. В последний год обучения Каспер показал идеальный результат 30-0 и занял первое место в США, но не участвовал в чемпионате NCAA 2020 года из-за его отмены в результате пандемии COVID-19.

## Карьера в рестлинге

### WWE
В октябре 2020 года Джейкоб Каспер подписал контракт с WWE после того, как Джеральд Бриско узнал о нём на чемпионате NCAA 2018 года и посетил пробный бой в июне. В феврале 2021 года Дрю Каспер подписал с WWE трехлетний контракт после посещения пробного боя по настоянию брата. Оба борца были направлены на тренировки в WWE Performance Center в Орландо, Флорида. В июне 2021 года Дрю и Джейкоб Каспер были соответственно переименованы в Брутуса Крида и Джулиуса Крида. В августе 2021 года братья Крид появились на NXT в качестве членов группировки Родерика Стронга «Алмазная шахта», зарекомендовав себя как злодеи. Они дебютировали на ринге на записи NXT 24 августа 2021 года (их матч вышел в эфир 7 сентября 2021 года), победив в Чаки Виолу и Пакстона Аверилла.
15 февраля 2022 года на NXT Vengeance Day братья Крид победили MSK и выиграли турнир Dusty Rhodes Tag Team Classic. 4 июня 2022 года на NXT In Your House они победили «Смертельно красивых» и выиграли командное чемпионство NXT. На Worlds Collide 4 сентября 2022 года братья Крид проиграли чемпионство «Смертельно красивым» после того, как Деймон Кемп, член «Алмазной шахты», выступил против братьев Крид, лишив их победы.

## Титулы и достижения

### Борьба
- Дрю Каспер
  - NCAA Division III All-American (2 раза)
- Джейкоб Каспер
  - Чемпион ACC в тяжёлом весе (2018)
  - NCAA Division I All-American (2 раза)
  - NCAA Division I Academic All-American (3 раза)
  - Победитель в тяжелом весе в дивизионе Southern Scuffle (2017, 2018)

### Рестлинг
- WWE
  - Командное чемпионство NXT (1 раз)[7]
  - Dusty Rhodes Tag Team Classic (2022)